# روز ملی شکلات
در سراسر جهان، روزهای بسیار به عنوان روز شکلات نامیده می‌شوند که گاهی با یکدیگر تداخل پیدا می‌کنند. پذیرفته‌شده‌ترین آنها ۷ ژوئیه است.
اتحادیه ملی شیرینی‌پزان آمریکا چهار روز را به عنوان روز شکلات می‌شناسد: روز شکلات در ۷ ژوئیه، روزهای ملی شکلات در ۲۸ اکتبر و ۲۸ دسامبر، و روز بین‌المللی شکلات در ۱۳ سپتامبر. همچنین روزهای دیگری چون روز ملی شکلات شیری، روز ملی شکلات سفید، و روز ملی کاکائو نیز وجود دارند.